# Quan (rappeur)
Quan, de son vrai nom Clifford Peacock, est un rappeur américain, affilié au label de Nas, Ill Will Records. En 2008, il signe sur le label Fort Knocks de Just Blaze. Il est actuellement sur Amalgam Digital, label sur lequel il publie son premier album, Walking Testimony, en 2009.  Il a également publié de nombreuses mixtapes.

## Biographie
Quan se fait connaitre lorsqu'en 2004, il signe sur le label Ill Will Records de Nas, et participe à son huitième album publié la même année, Street's Disciple, dans lequel il apparaît sur le morceau Just a Moment, le troisième single de l'album. Le couplet de Quan sur ce featuring est rapidement remarqué, ce qui lui vaut alors le respect de la part de la communauté hip-hop. Il participe ensuite aux albums de Cassidy et de Jeannie Ortega.
En 2004, Quan se lance dans l'enregistrement de son premier album, Until My Death. Quan explique l'idée du titre : « J'ai cette phrase tatouée dans le dos depuis que je suis jeune. Pour moi, elle symbolise le changement, parce que peu importe ce que je fais, le résultat sera le même — la mort. » Depuis, un seul single extrait de l'album est publié, All for War, qui fait participer Mike Wonder et L.E.S. à la production. L'album devait faire participer Nas, Cassidy, The Neptunes et Missy Elliott ; cependant, le projet est « temporairement » repoussé jusqu'en 2011. Quan confirme dans plusieurs interviews toujours vouloir publier un album chez une major, révélant en parallèle avoir enregistré plus de 400 chansons à choisir pour l'album,. En 2008, à la suite d'une rencontre avec le producteur Just Blaze lors d'une soirée dans un club à Manhattan, Quan et ce dernier décident alors de faire une coentreprise entre son label Fort Knocks Entertainment et le label de Nas Ill Will Records. En 2009, Quan publie l'album Walking Testimony.
Depuis, il continue dans la publication de mixtapes tout en préparant son futur album, Glorious Struggle. En 2013, Quan explique avoir plus de 500 chansons dans son catalogue.

## Discographie

### Album studio
- 2009 : Walking Testimony

### Mixtapes
- The Don Fer Quan Show
- Most Anticipated
- Long Time Coming Volume 1
- Black Gangsta
- Carrying The Tradition
- 2011 : The Struggle mixtape pt.1

### Singles
- 2004 : Just a Moment (Nas feat. Quan)
- 2011 : I Do It prod. Nottz
- 2011 : Feel So Good prod. Jake One

### Participations
- 2005 : Can't Fade Me (de l'album I'm a Hustla de Cassidy)
- 2006 : Can U? (de l'album No Place Like BKLYN de Jeannie Ortega)
- 2008 : Losing my mind (de l'album Liquor, Weed, and Food Stamps de Bizarre)
- 2011 : The Beauty of Death (de l'album Front Toward Enemy des [dead] P.o.e.t.s.)
- 2011 : Summertime (avec Asher Roth)